# Músculo multífido
El músculo multífido es un conjunto de fibrosos fascículos musculares, los cuales rellenan las ranuras en ambos lados de los procesos espinosos de las vértebras, partiendo desde el sacro, y llegando hasta el axis; este músculo es muy delgado.
Profundamente en la columna vertebral, atraviesa tres segmentos articulares, y trabaja para estabilizar las articulaciones en cada nivel segmentario.
La rigidez y la estabilidad hace que cada vértebra trabaje más eficazmente, reduciendo la degeneración de las estructuras articulares.
Cada fascículo surge desde:
- Hueso sacro: De la parte posterior del sacro, partiendo desde el cuarto agujero sacro posterior, desde la aponeurosis de origen del músculo erector de la columna, de la superficie medial de la espina ilíaca posterior superior, y de los ligamentos sacro-ilíacos posteriores.
- Región lumbar: Desde todas las apófisis mamilares.
- Región torácica: Desde todas las apófisis transversas.
- Región cervical: Desde las apófisis articular de la cuarta vértebra inferior.

Cada fascículo, pasa de forma oblicua hacia arriba y medial, se inserta a lo largo de la apófisis espinosa de las vértebras.
Estos fascículos varían en longitud: el más superficial (más largo) pasa de la primera a la tercera o cuarta vértebra, aquellos que siguen, pasan desde la primera a la segunda o tercera vértebra; mientras que el fascículo más profundo une 2 vértebras contiguas.
El multífido yace por debajo del músculo erector de la columna, el músculo transverso del abdomen y el músculo oblicuo externo del abdomen.
- Datos: Q371010